# 런던유학생 리차드
《런던유학생 리차드》(Richard, The Elite University Student From London)는 한국에서 제작된 이용승 감독의 2010년 영화이다. 박근록 등이 주연으로 출연하였다.

## 출연

### 주연
- 박근록
- 박주환